# Gruppo operativo-tattico "Luhans'k"
Il Gruppo operativo-tattico "Luhans'k" (in ucraino Оперативно-тактичне угруповання «Луганськ»?, Operatyvno-taktyčne uhrupovannja «Luhans'k», OTU "Luhans'k") è stata una formazione delle Forze terrestri ucraine, attiva fra il 2016 e il 2018 durante la guerra del Donbass e ricostituita fra il 2022 e il 2025 durante l'invasione russa dell'Ucraina del 2022 come parte del Gruppo operativo-strategico "Chortycja", responsabile del settore del fronte compreso fra Sivers'k e Torec'k.

## Storia
Il Gruppo "Luhans'k" è stato costituito per la prima volta il 4 gennaio 2016, durante la guerra del Donbass, per coordinare le unità ucraine schierate nell'oblast' di Luhans'k in seguito alla riorganizzazione dei comandi che ha comportato lo scioglimento dei Settori A, B, C, D e M. Il 9 novembre 2017, con la nomina di Mychajlo Zabrods'kyj come comandante delle forze ATO, è stato sostituito nella sua area di competenza dal Gruppo "Nord".
In seguito allo scoppio dell'invasione su vasta scala dell'Ucraina da parte della Russia l'esercito ucraino ha subito una rapida e importante espansione, costituendo 4 cosiddetti "gruppi operativi-strategici" per supervisionare le operazioni di combattimento, i quali a loro volta comprendono diversi gruppi tattici creati ad hoc per settori particolari del fronte. Il Gruppo "Luhans'k" è stato quindi ricostituito per gestire le unità impiegate nella regione di Luhans'k.
A partire dall'estate del 2022, con la conquista da parte russa delle città di Sjevjerodonec'k e Lysyčans'k e la successiva stabilizzazione del fronte, l'area di responsabilità del Gruppo "Luhans'k" comprende quindi la linea che va dal villaggio di Bilohorivka nel settore di Sivers'k fino a N'ju-Jork.
Alla fine di luglio 2025, in seguito alla riforma delle Forze armate ucraine che ha portato alla costituzione di numerosi corpi d'armata in sostituzione dei gruppi tattici e operativi, il Gruppo "Luhans'k" è stato sciolto e la sua area di responsabilità fra Sivers'k e Časiv Jar è stata assunta direttamente dall'11º Corpo d'armata.

## Comandanti
- Colonnello Jevhen Ledovyj (giugno 2024 - settembre 2024)[8]
- Maggior generale Mychajlo Drapatyj (settembre 2024 - novembre 2024)[9]
- Brigadier generale Serhij Sirčenko (dicembre 2024 - luglio 2025)[10]